# Lijst van nummer 1-hits in Frankrijk in 2012
Deze hits stonden in 2012 op nummer 1 in de SNEP Single Top 100 en vanaf 18 februari in de SNEP Single Top 200, de bekendste hitlijst in Frankrijk.
| Datum        | Artiest          | Titel                        |
| ------------ | ---------------- | ---------------------------- |
| 7 januari    | Shakira          | Je l'aime à mourir           |
| 14 januari   | Shakira          | Je l'aime à mourir           |
| 21 januari   | Michel Teló      | Ai se eu te pego!            |
| 28 januari   | Shakira          | Je l'aime à mourir           |
| 4 februari   | Michel Teló      | Ai se eu te pego!            |
| 11 februari  | Michel Teló      | Ai se eu te pego!            |
| 18 februari  | Michel Teló      | Ai se eu te pego!            |
| 25 februari  | Michel Teló      | Ai se eu te pego!            |
| 3 maart      | Michel Teló      | Ai se eu te pego!            |
| 10 maart     | Michel Teló      | Ai se eu te pego!            |
| 17 maart     | Michel Teló      | Ai se eu te pego!            |
| 24 maart     | Michel Teló      | Ai se eu te pego!            |
| 31 maart     | Gotye & Kimbra   | Somebody that I used to know |
| 7 april      | Gotye & Kimbra   | Somebody that I used to know |
| 14 april     | Gotye & Kimbra   | Somebody that I used to know |
| 21 april     | Gotye & Kimbra   | Somebody that I used to know |
| 28 april     | Gotye & Kimbra   | Somebody that I used to know |
| 5 mei        | Gotye & Kimbra   | Somebody that I used to know |
| 12 mei       | Gotye & Kimbra   | Somebody that I used to know |
| 19 mei       | Gotye & Kimbra   | Somebody that I used to know |
| 26 mei       | Gotye & Kimbra   | Somebody that I used to know |
| 2 juni       | Gusttavo Lima    | Balada                       |
| 9 juni       | Gusttavo Lima    | Balada                       |
| 16 juni      | Carly Rae Jepsen | Call me maybe                |
| 23 juni      | Tacabro          | Tacatà                       |
| 30 juni      | Carly Rae Jepsen | Call me maybe                |
| 7 juli       | Carly Rae Jepsen | Call me maybe                |
| 14 juli      | Carly Rae Jepsen | Call me maybe                |
| 21 juli      | Carly Rae Jepsen | Call me maybe                |
| 28 juli      | Carly Rae Jepsen | Call me maybe                |
| 4 augustus   | Carly Rae Jepsen | Call me maybe                |
| 11 augustus  | Carly Rae Jepsen | Call me maybe                |
| 18 augustus  | Alex Ferrari     | Bara bará bere berê          |
| 25 augustus  | Alex Ferrari     | Bara bará bere berê          |
| 1 september  | Carly Rae Jepsen | Call me maybe                |
| 8 september  | Carly Rae Jepsen | Call me maybe                |
| 15 september | Carly Rae Jepsen | Call me maybe                |
| 22 september | C2C              | Down the road                |
| 29 september | Rihanna          | Diamonds                     |
| 6 oktober    | Rihanna          | Diamonds                     |
| 13 oktober   | Rihanna          | Diamonds                     |
| 20 oktober   | PSY              | Gangnam style                |
| 27 oktober   | PSY              | Gangnam style                |
| 3 november   | Adele            | Skyfall                      |
| 10 november  | Adele            | Skyfall                      |
| 17 november  | Adele            | Skyfall                      |
| 24 november  | Adele            | Skyfall                      |
| 1 december   | Adele            | Skyfall                      |
| 8 december   | Mylène Farmer    | À l'ombre                    |
| 15 december  | Adele            | Skyfall                      |
| 22 december  | Adele            | Skyfall                      |
| 29 december  | PSY              | Gangnam style                |